# Anders Zorn

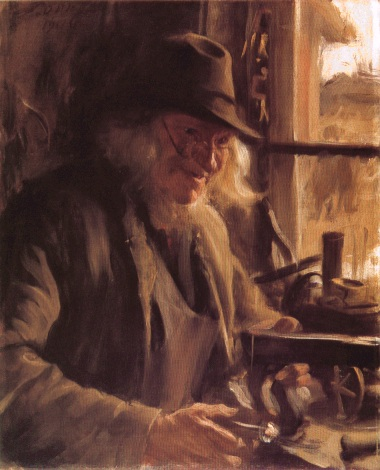
Hodinář (1906)

Anders Leonard Zorn (18. února 1860 Mora, Dalarna – 22. srpna 1920 Mora, Dalarna) byl švédský malíř a grafik.

## Životopis
Narodil se v Morau v Dalarně. Jeho silný zájem o malířství jej nakonec přivedl ke studiím na Akademii umění ve Stockholmu, kde studoval mezi lety 1875–1880. Zorn se stal během poměrně krátké doby jedním z nejuznávanějších portrétistů jeho éry ve Švédsku.
Jeho dílo čítá několik desítek působivých portrétů jak slavných osobností, tak i prostých lidí z ulic či krámů, ale také scén z nejrůznějších míst. Zorn dokázal ve svých dílech neuvěřitelně prozíravě zobrazit lidskou tvář, což ji dodává živost. Podobné je to i u jeho živého zobrazování vody.
Během svého života odučil několik žáků. Ve svých dílech uměl také skvěle ovládat hru se stíny. Většina jeho děl je k vidění v Nationalmuseum (národním muzeu výtvarných umění) ve Stockholmu ve Švédsku, kde patří mezi nejlepší vystavovaná díla od Zorna Tanec letního slunovratu, z roku 1897, který zobrazuje několik tanečníků ve večerním světle letní předvečerní oslavy. Jeho díla však lze nalézt i v Muzeu Orsay v Paříži nebo v Metropolitním muzeu umění v New Yorku.
V roce 1939 bylo otevřeno Zornovo muzeum Ragnar östberg v Moreu, kde je vystavena také poměrně velká část Zornova díla.

## Galerie

Portréty
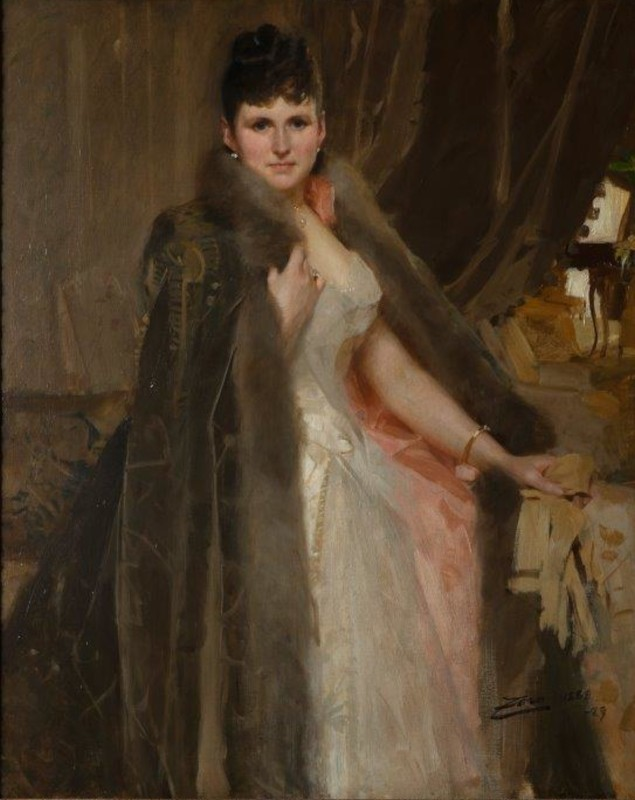
Paní Symonsová, 1886
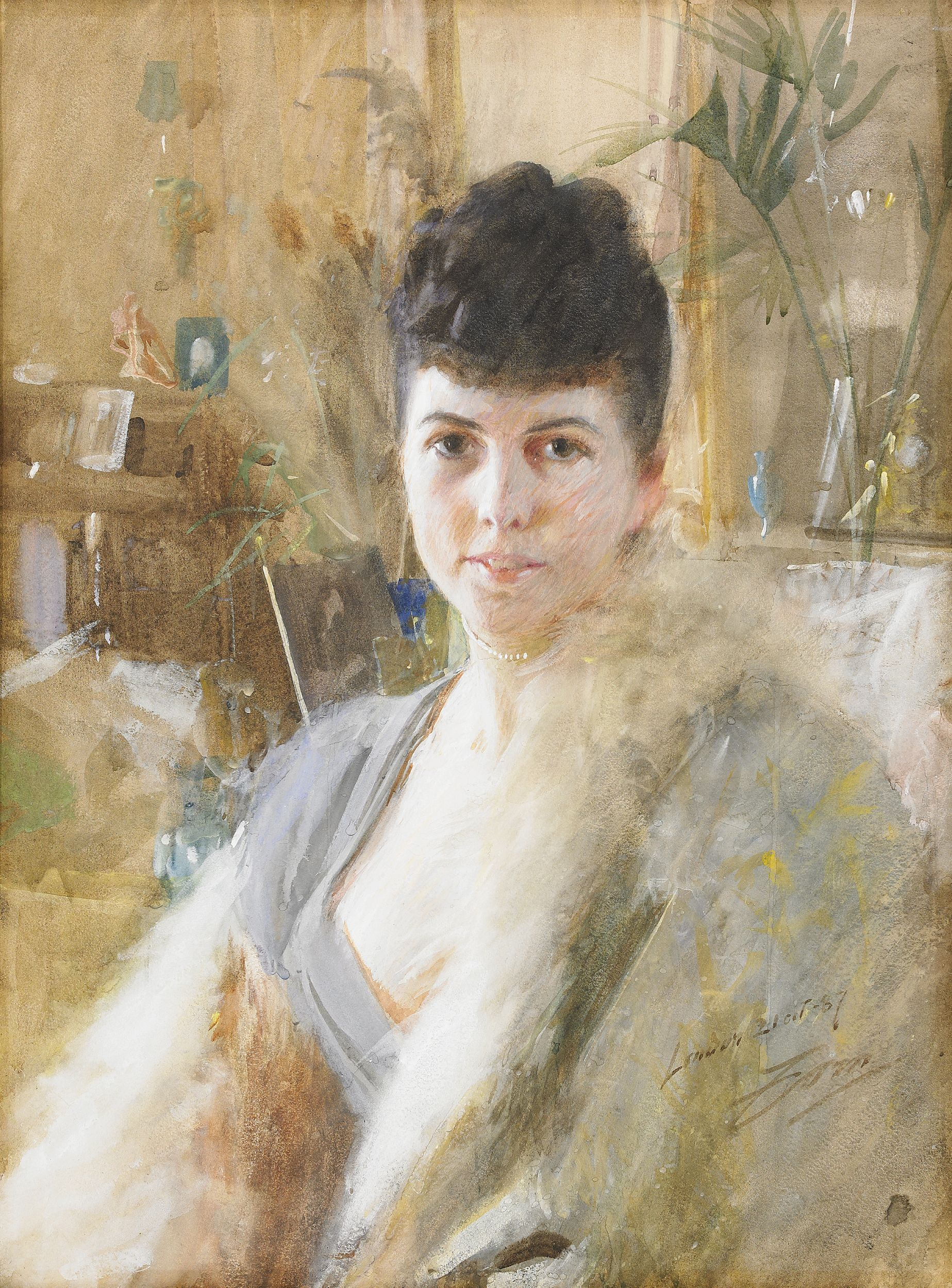
Dáma s kožešinovou pláštěnkou, 1887
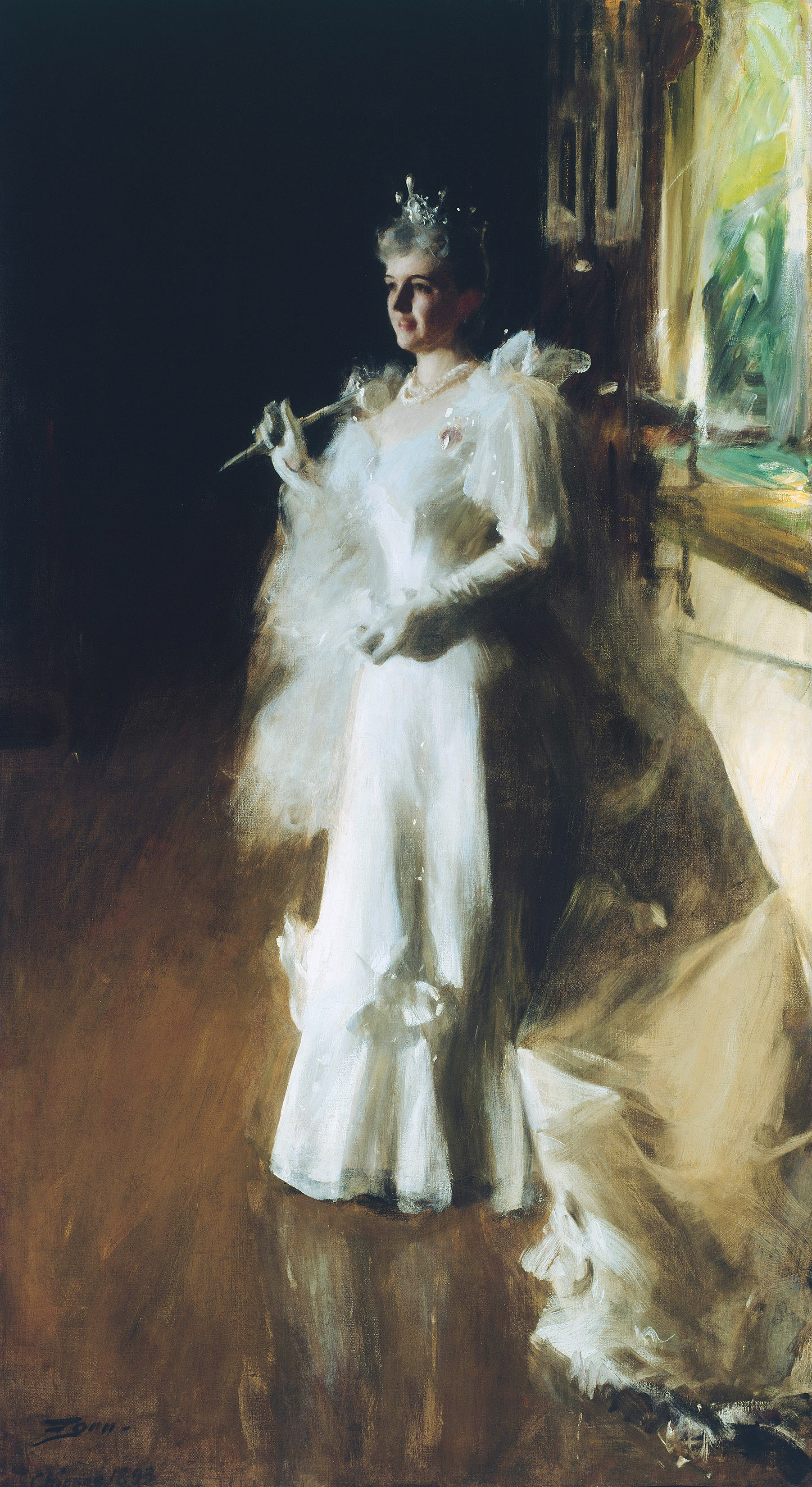
Potter Palmerová, 1893
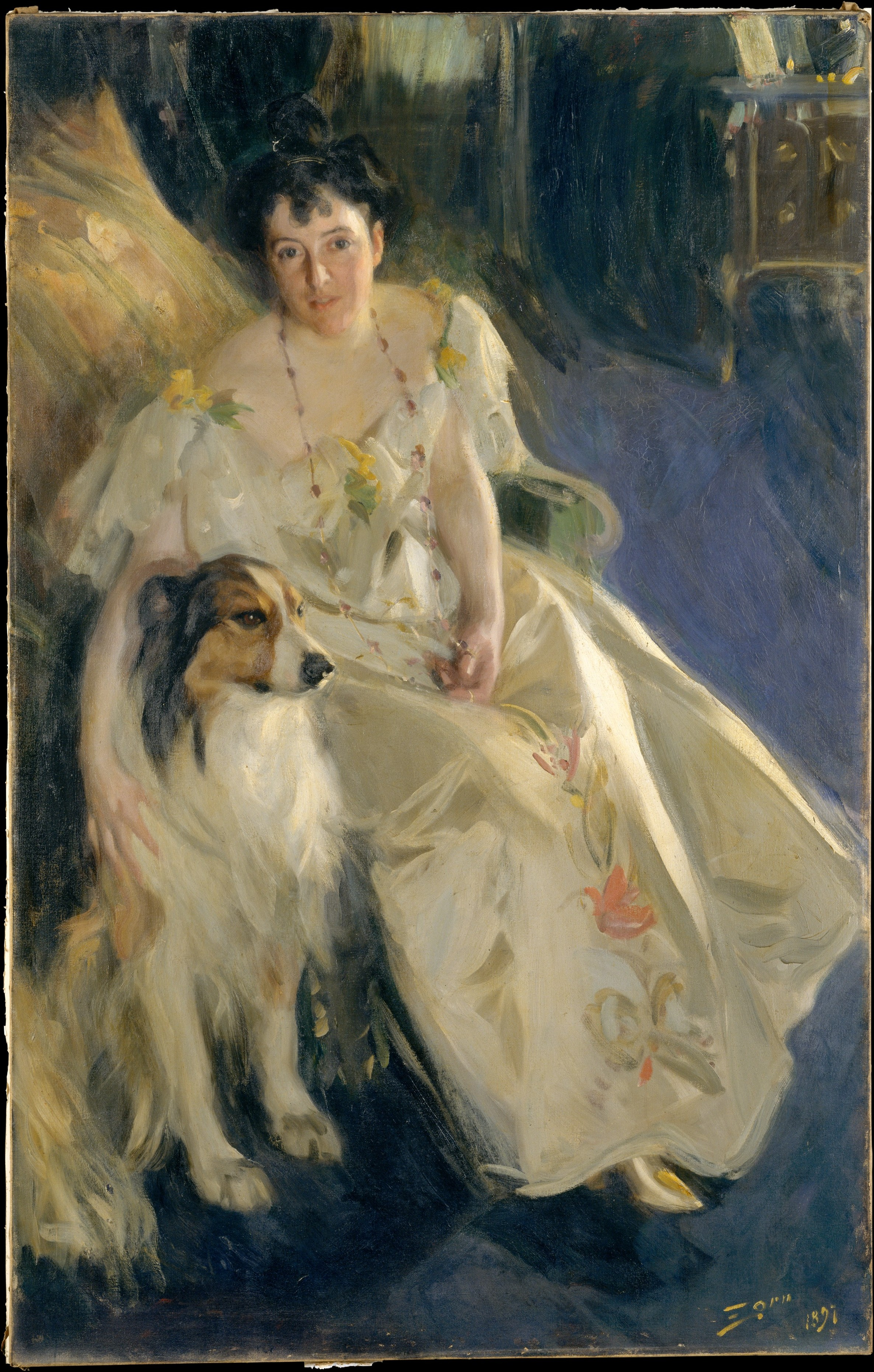
Walter Rathbone-Baconová, 1897
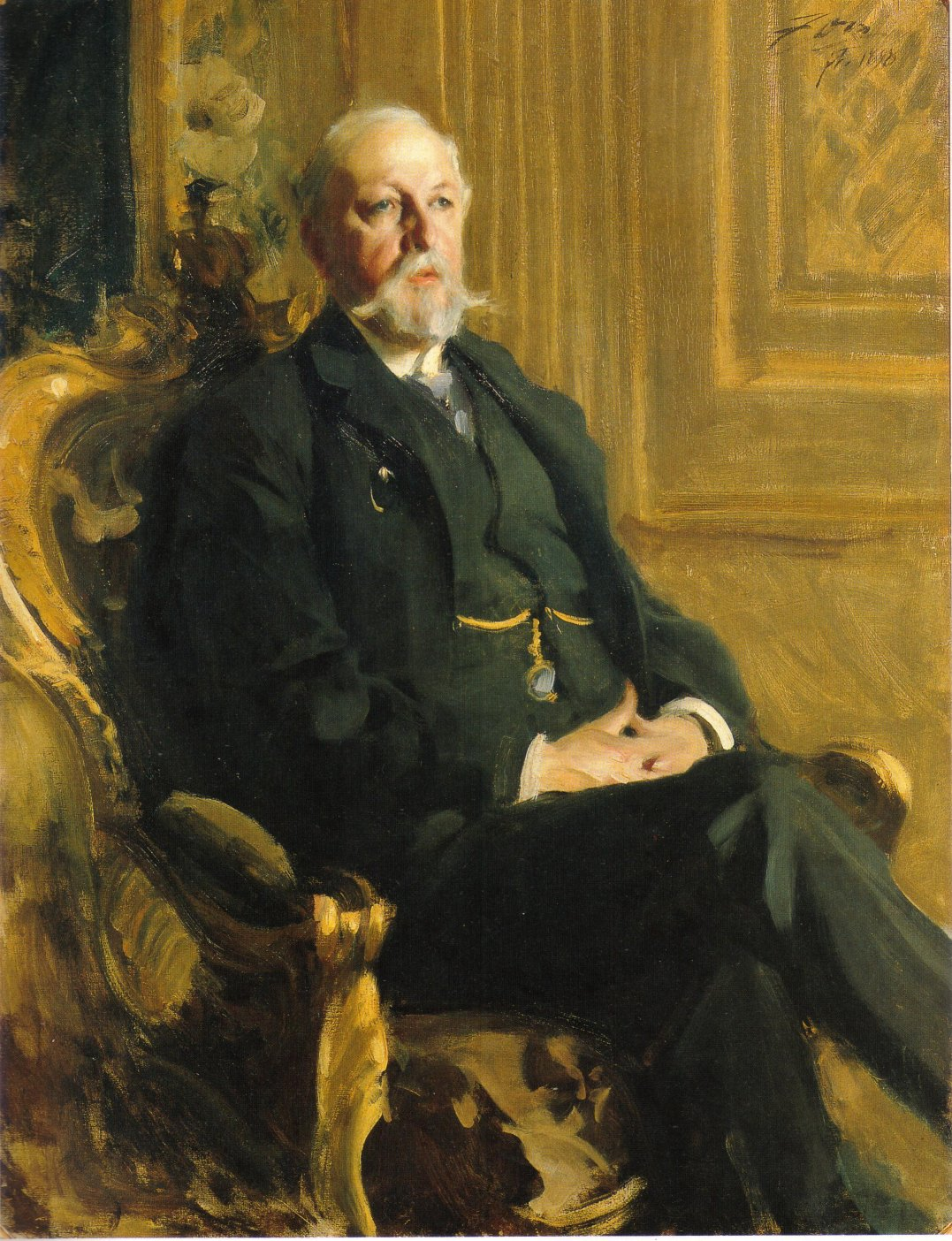
Švédský král Oskar II., 1898
Henry Clay Pierce (finančník a průkopník ropného průmyslu),[1] 1899
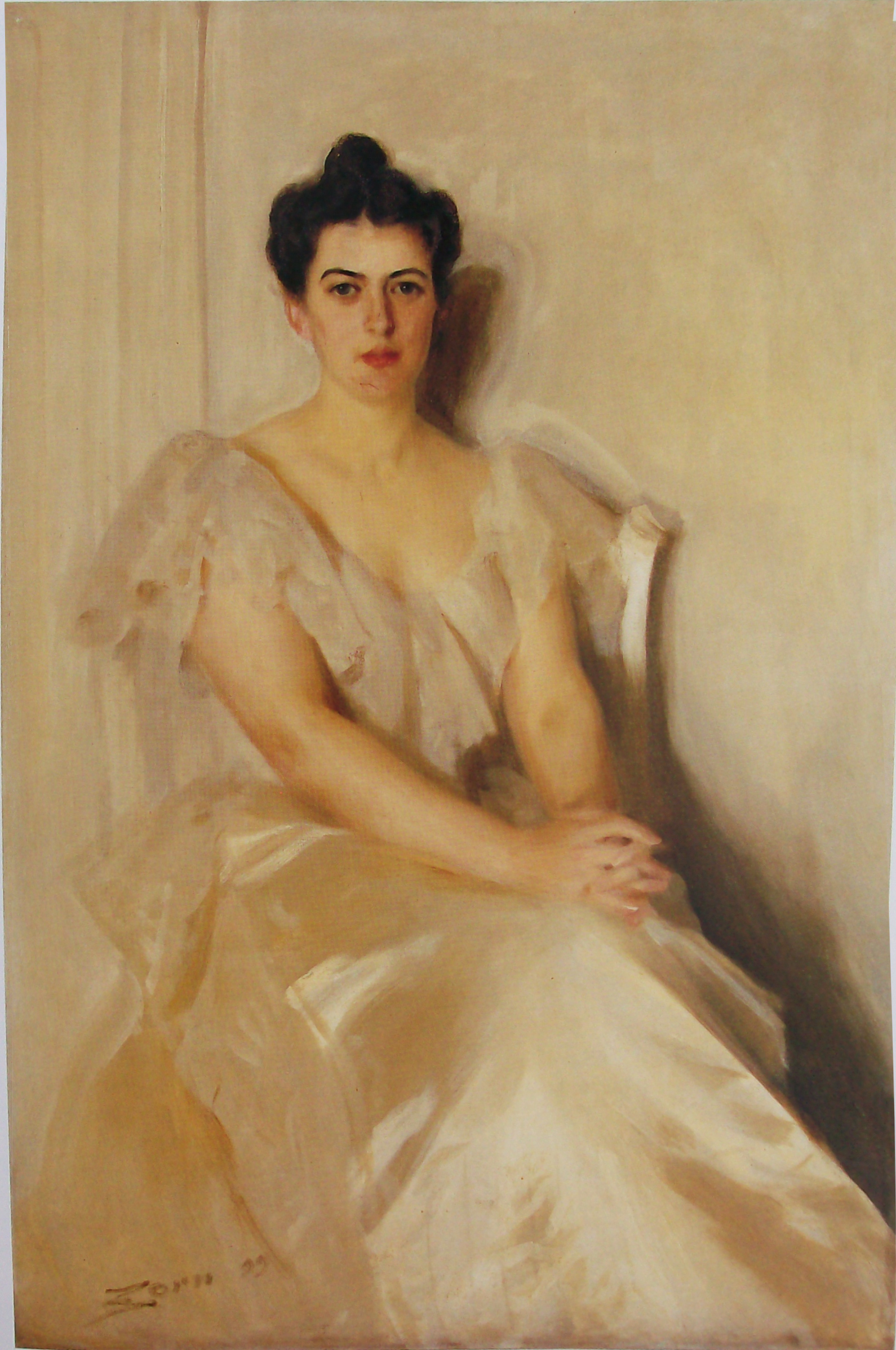
Frances Clevelandová (manželka prezidenta Grovera Clevelanda), 1899
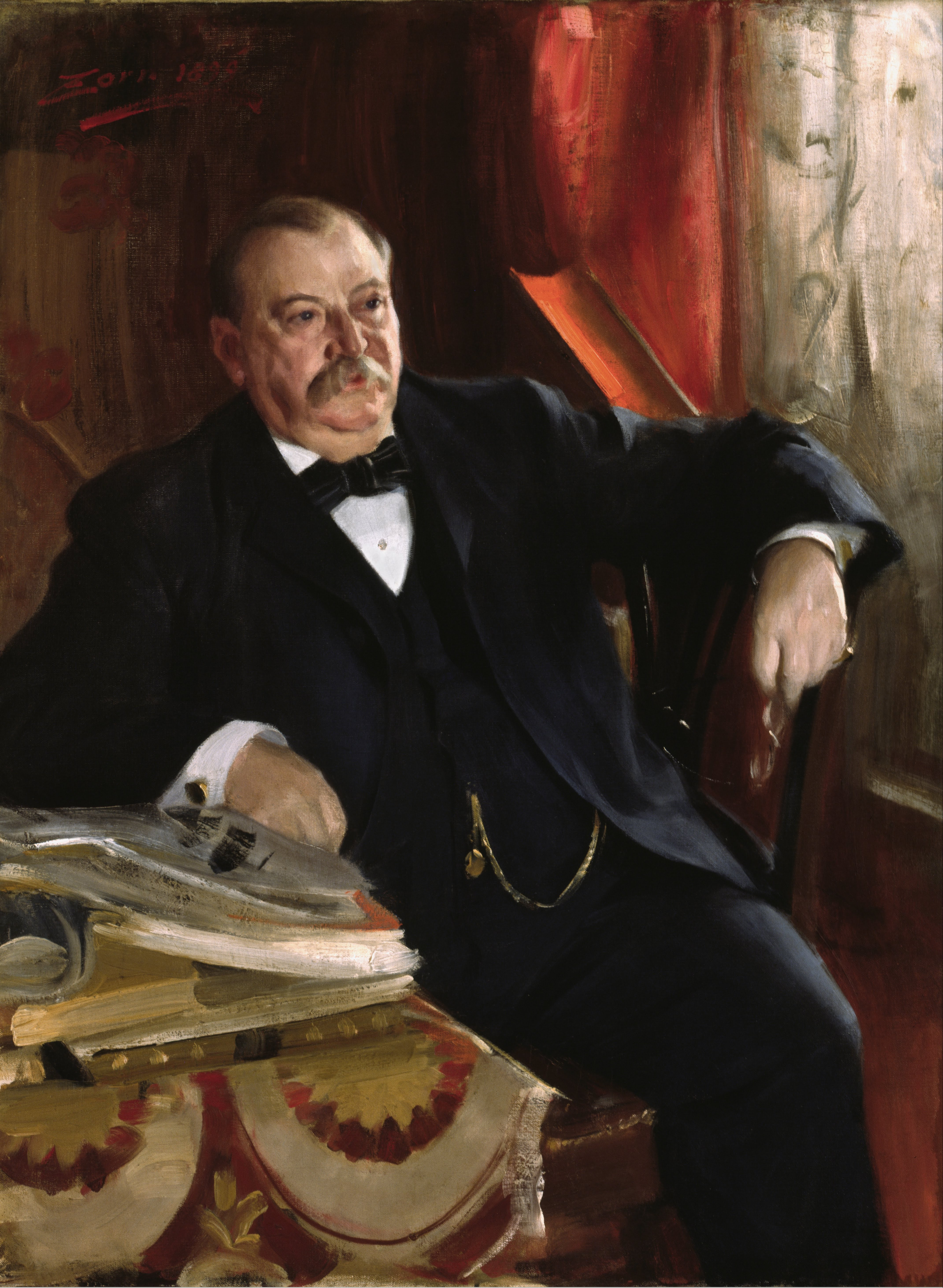
Prezident Grover Cleveland, 1899
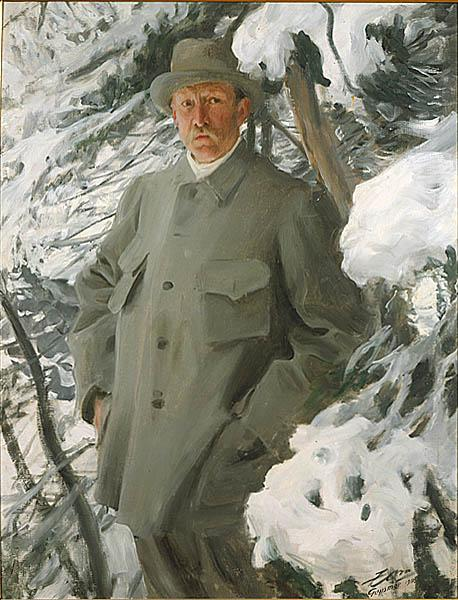
Malíř Bruno Liljefors, 1906
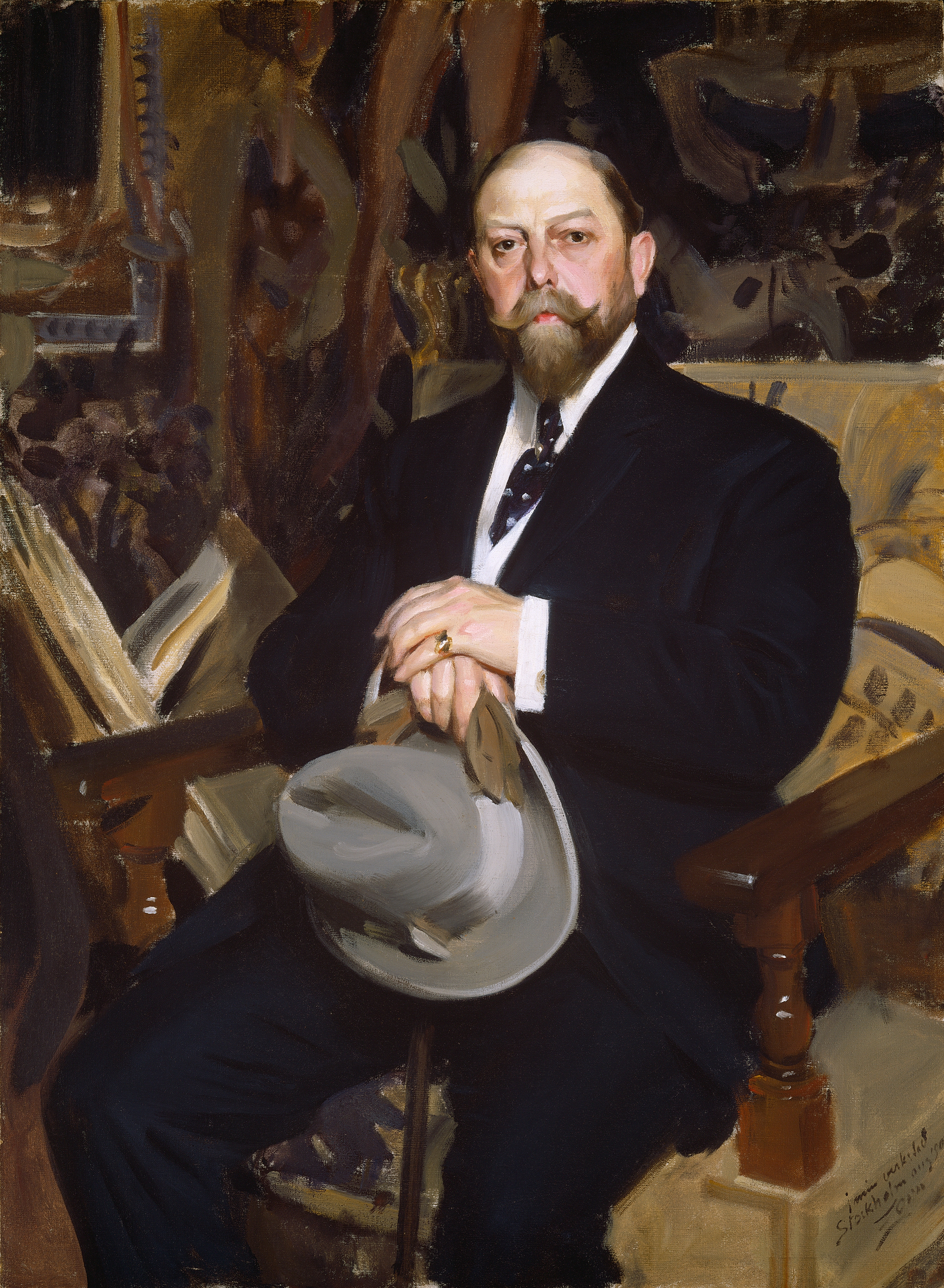
Hugo Reisinger držící módní klobouk Homburg, 1907
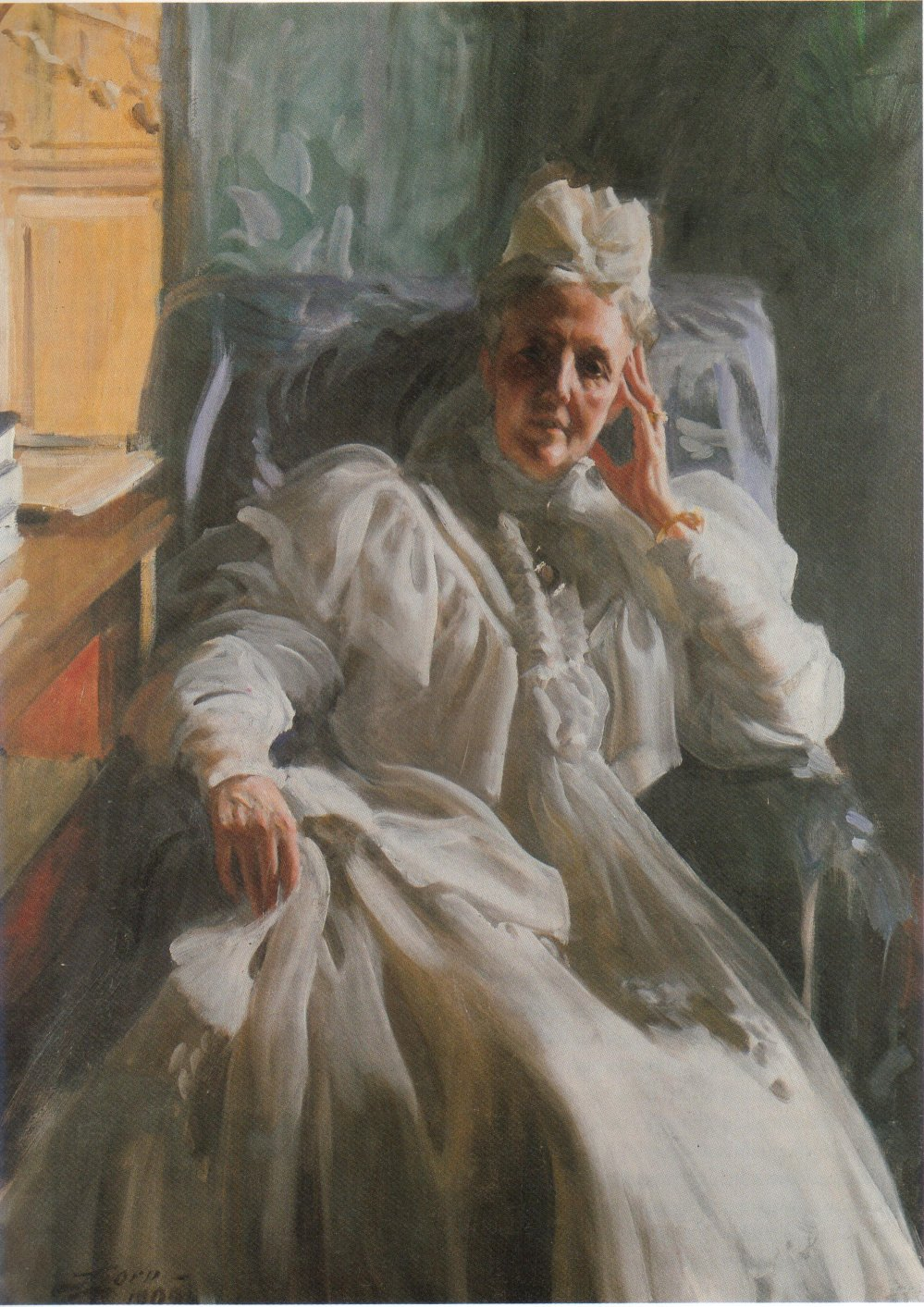
Královna Švédska a Norska Žofie Nasavská, 1909
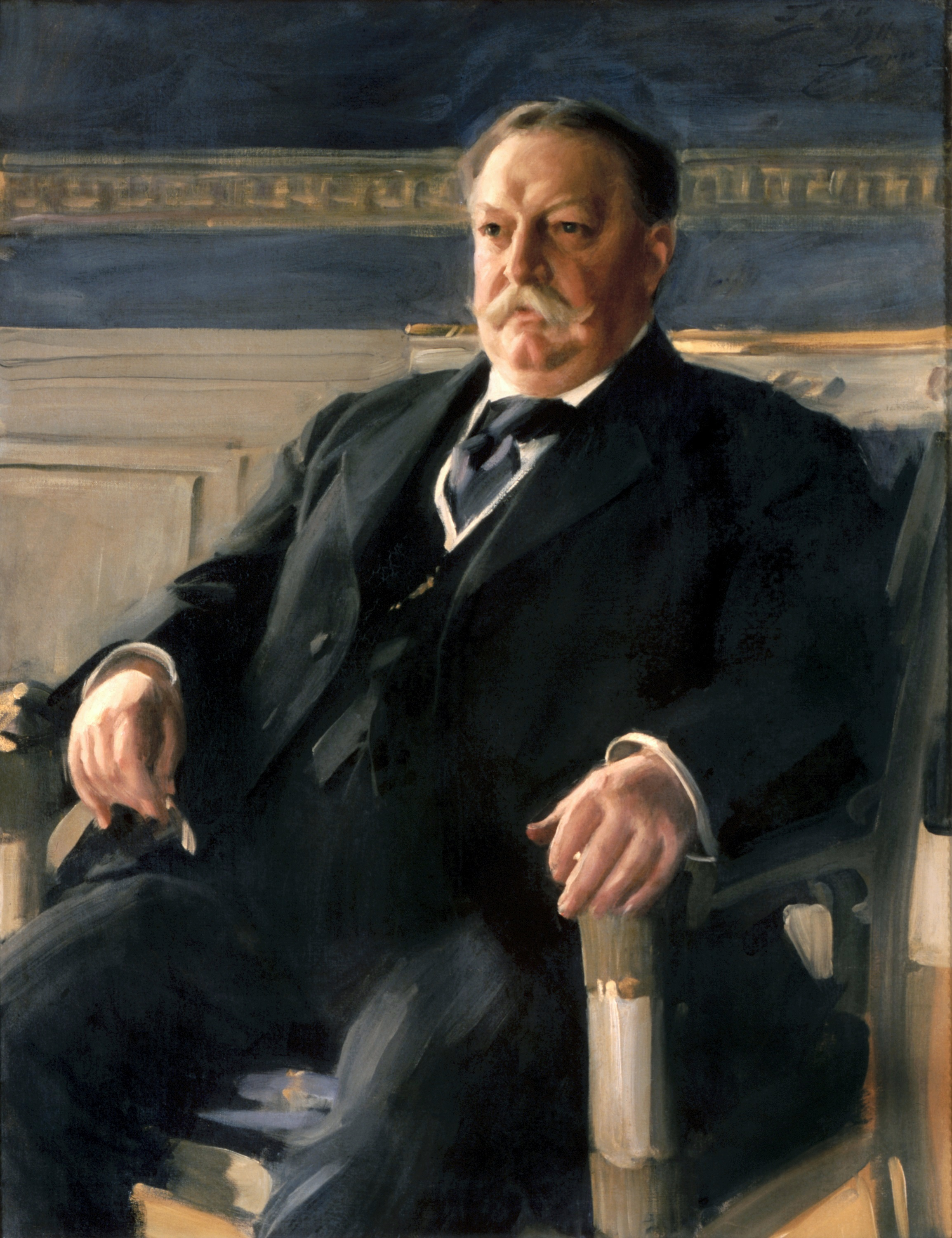
William Howard Taft, 27. prezident Spojených států, 1911
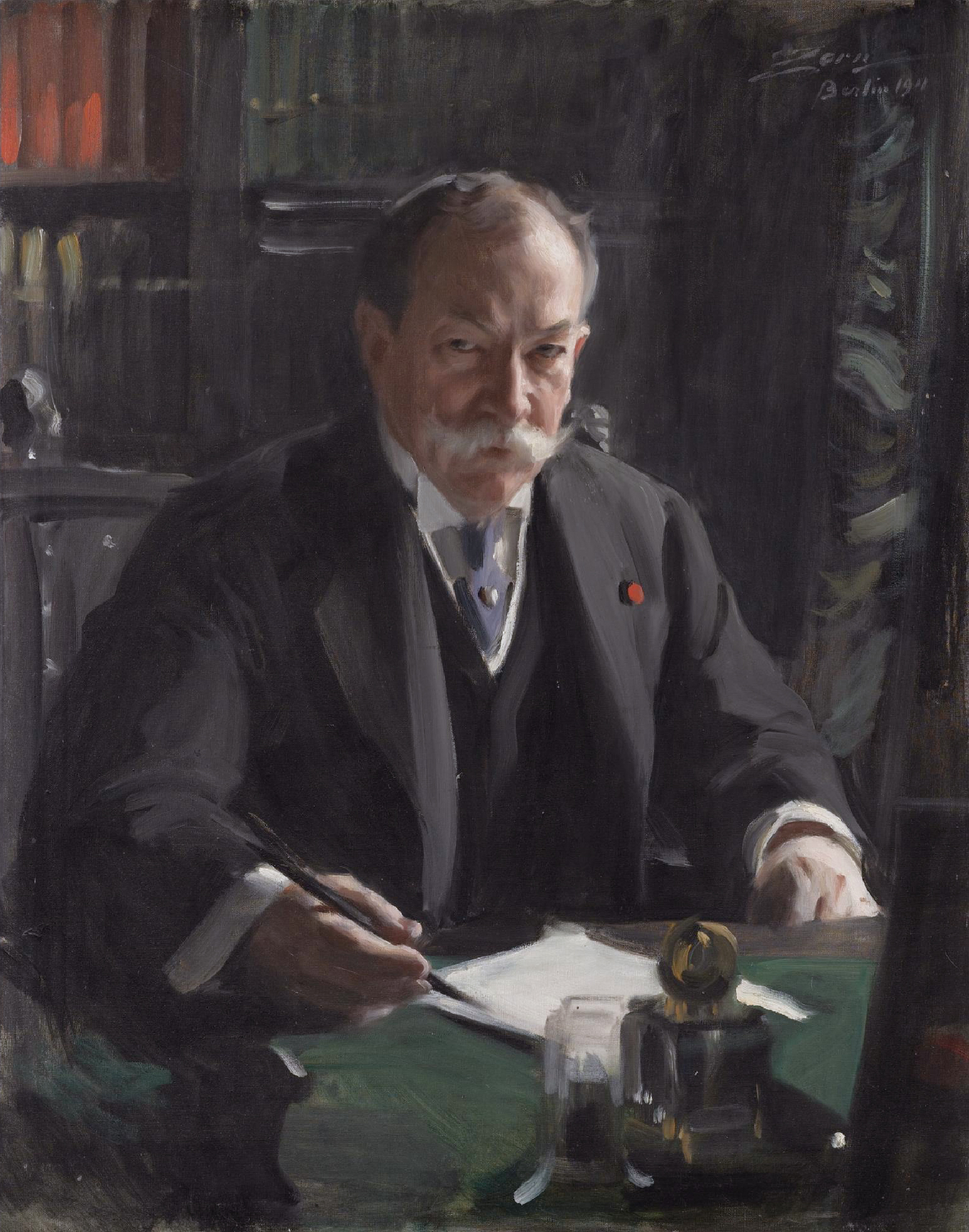
Velvyslanec David Jayne Hill, 1911
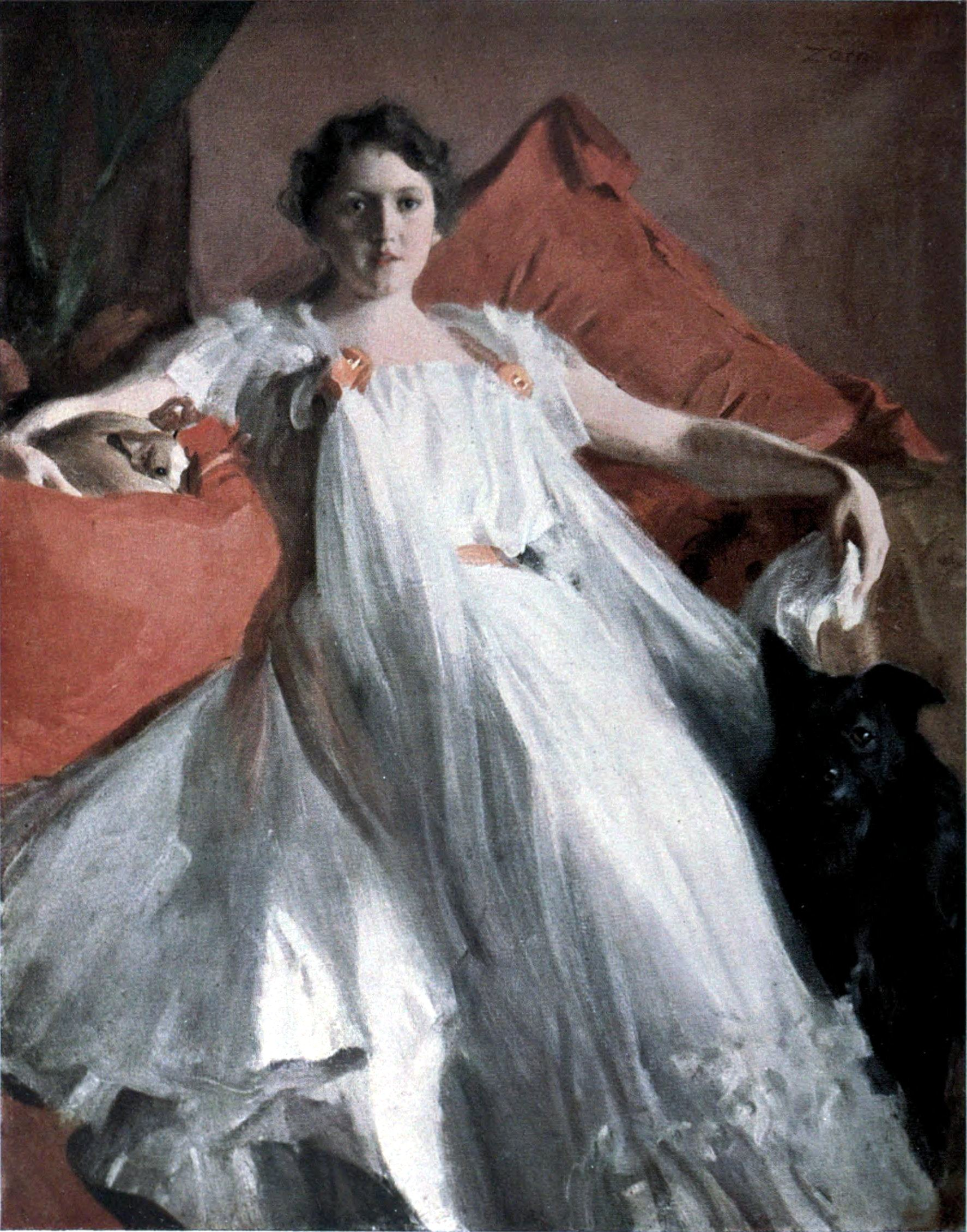
Madame Ashleyová, 1920
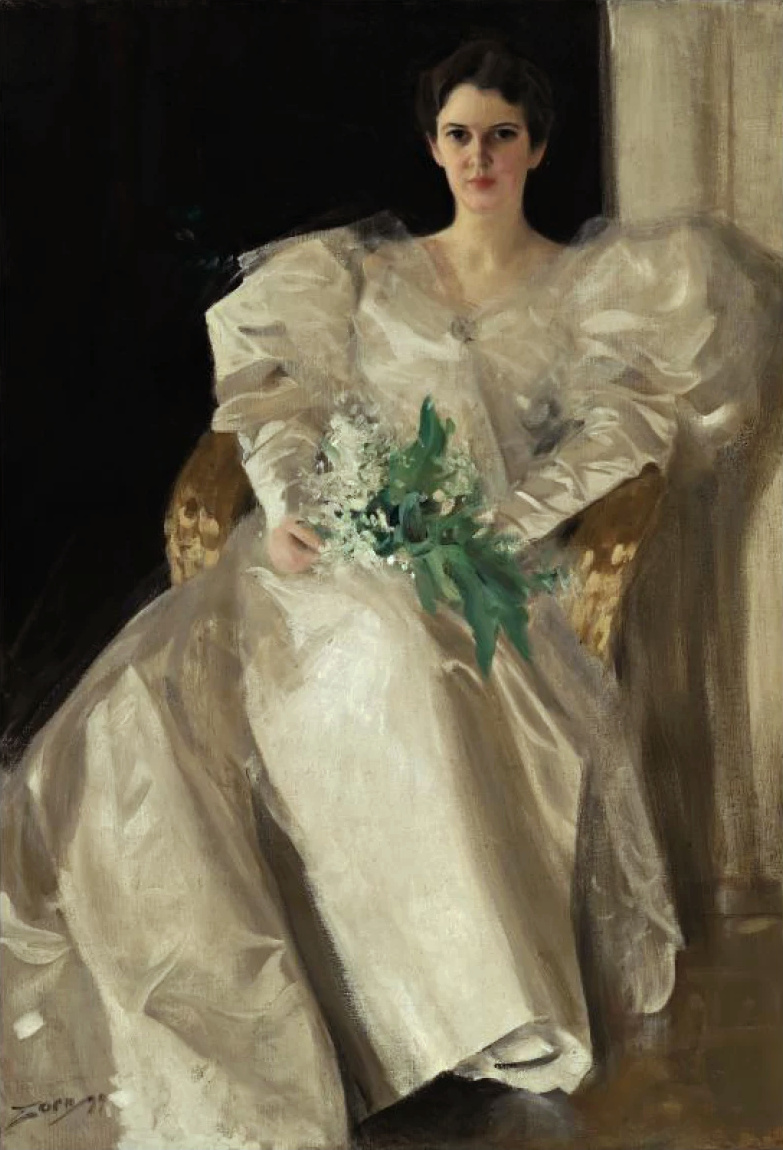
Eben Richardsová, 1920

Akty
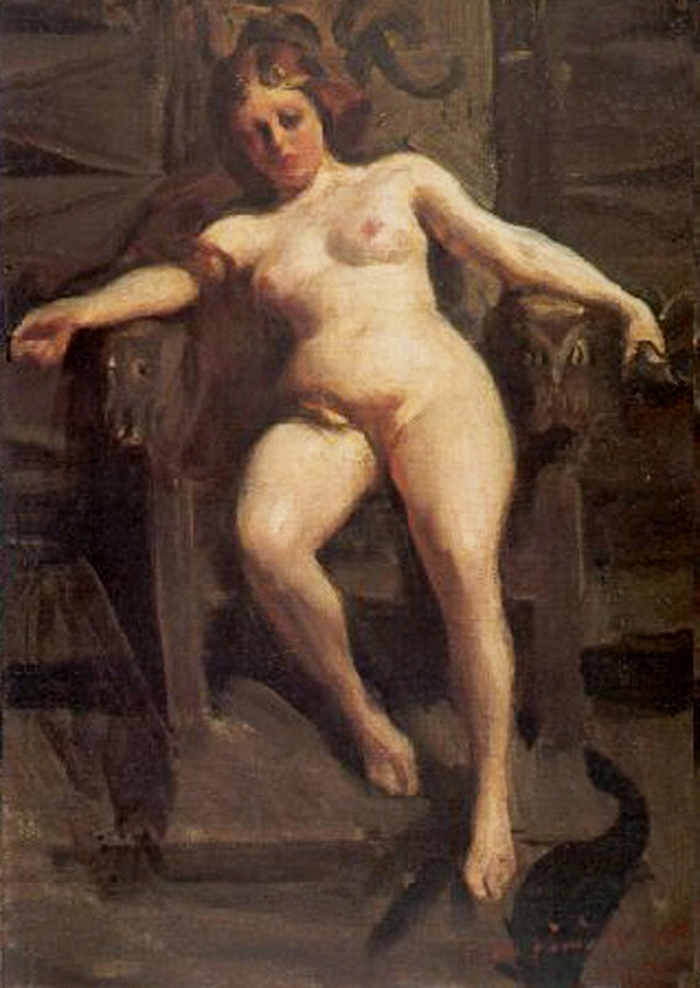
Freya, 1901
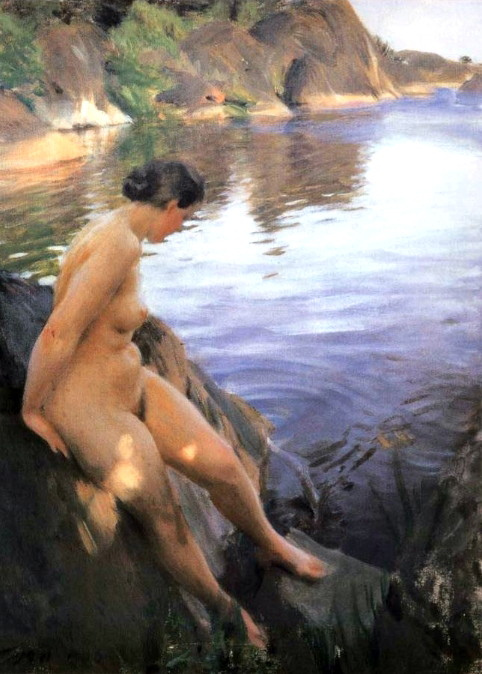
Žena koupající se v Sandhamnu, 1906
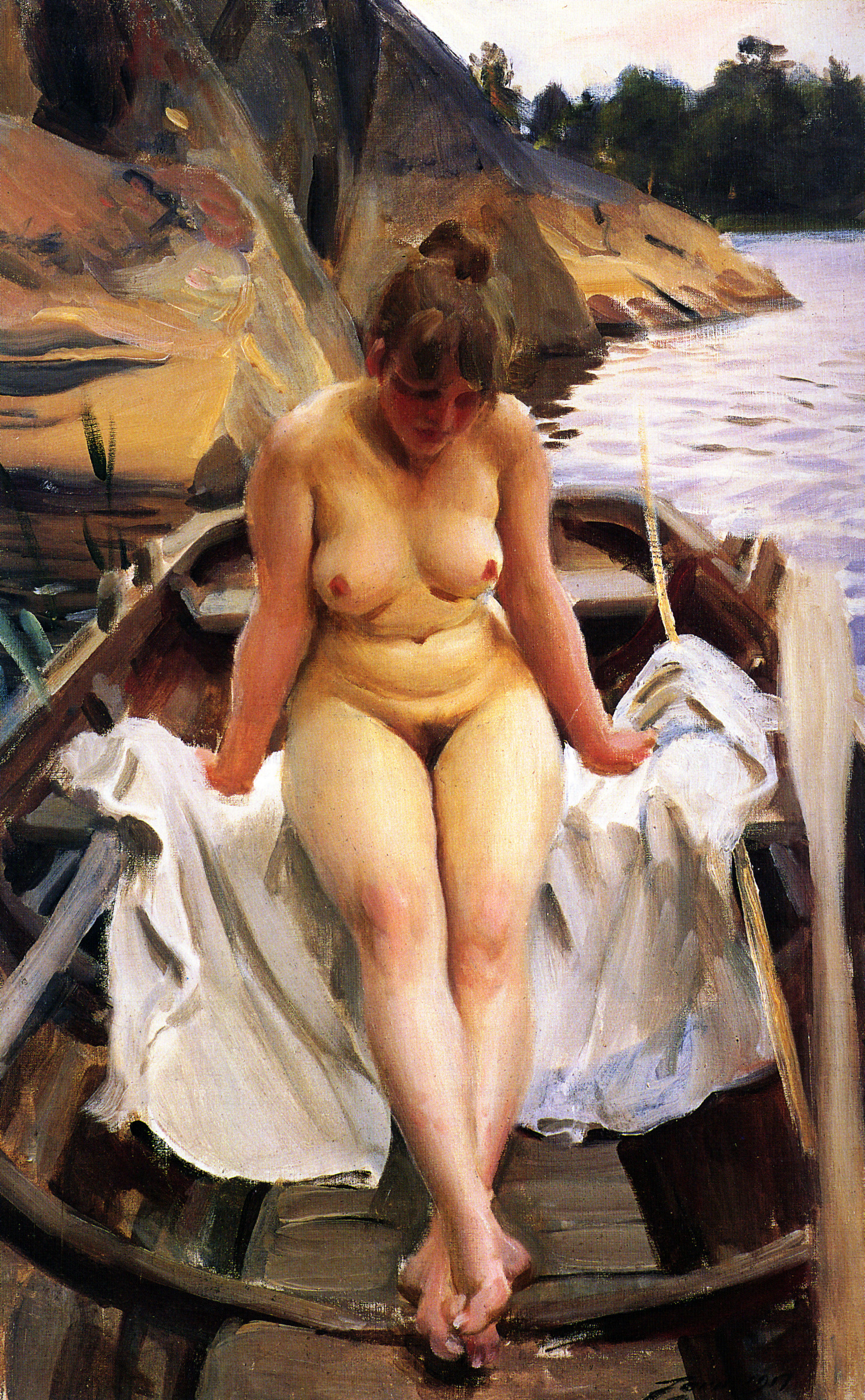
Žena v loďce, 1917
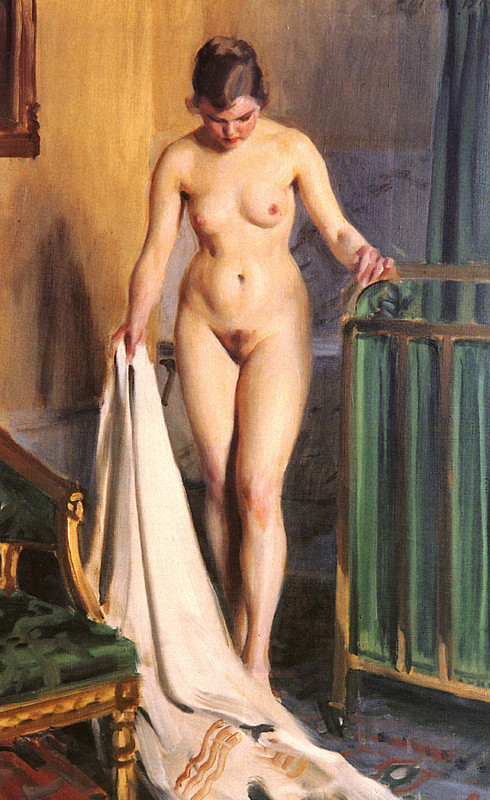
V ložnici, 1918
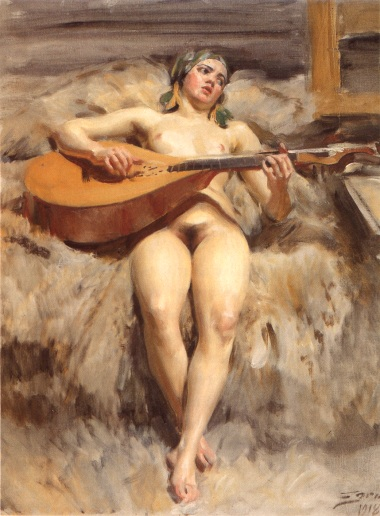
Studio Idyll, 1918

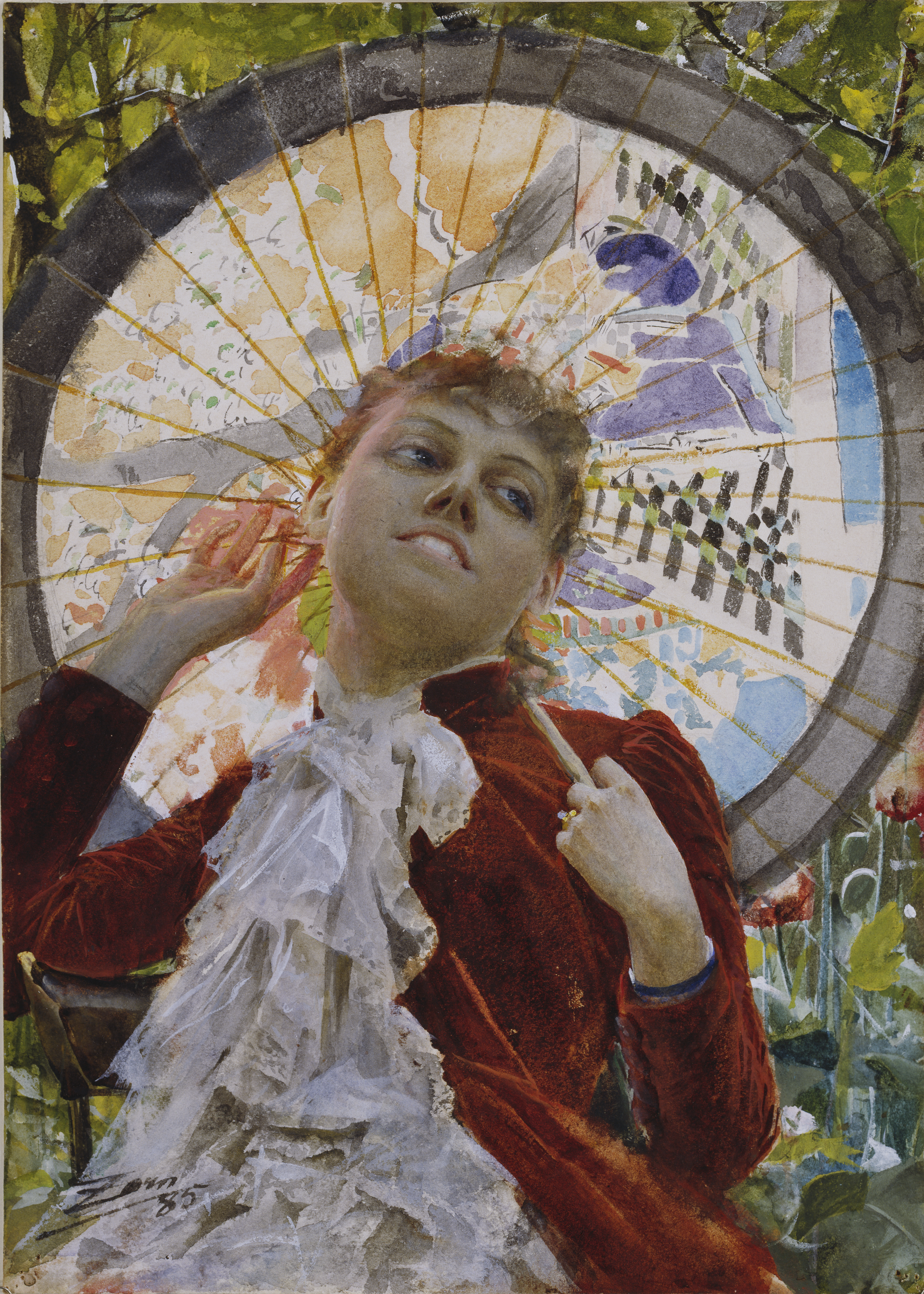
Vzdušné zámky, 1885
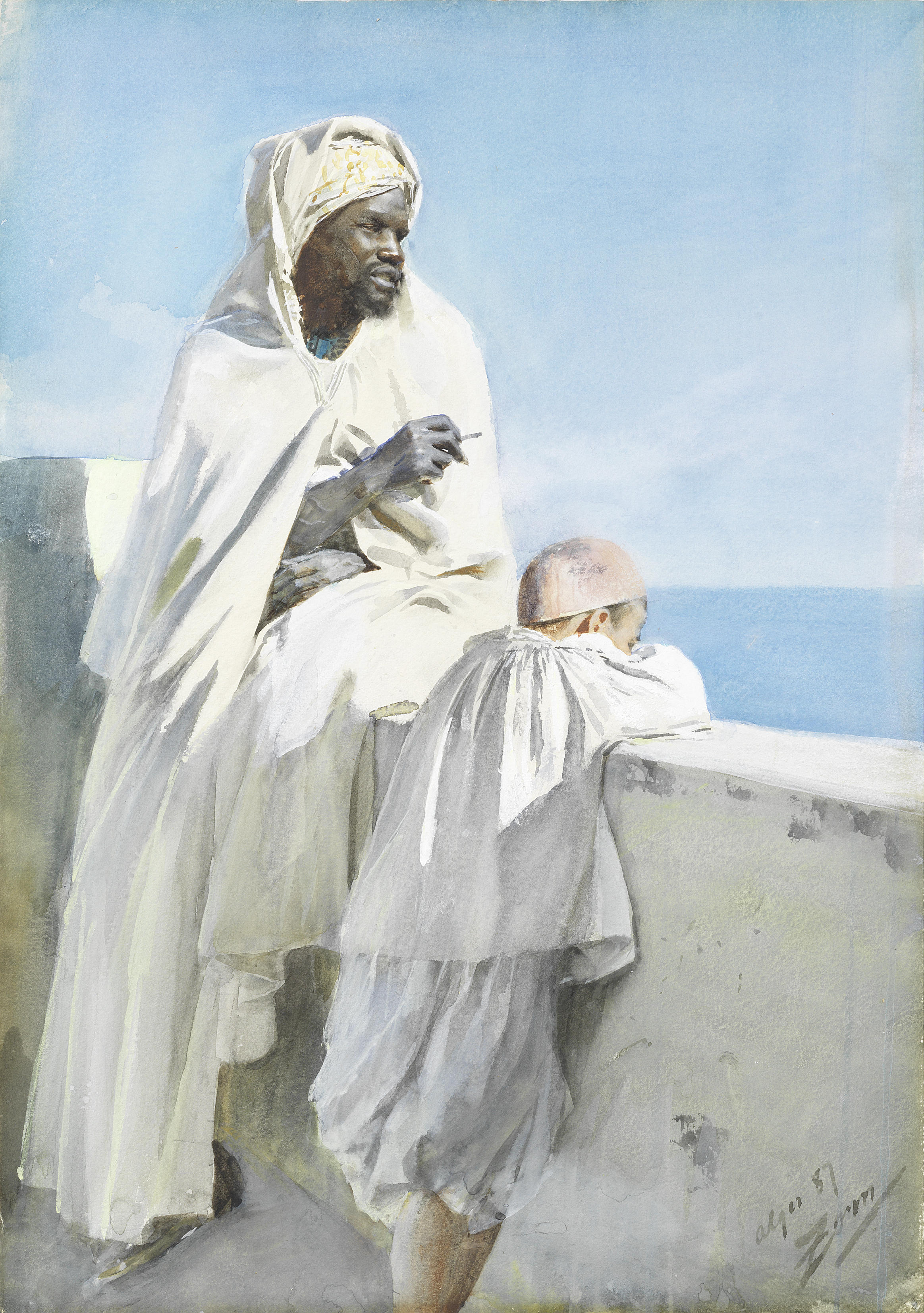
Muž a chlapec v Alžíru, 1887
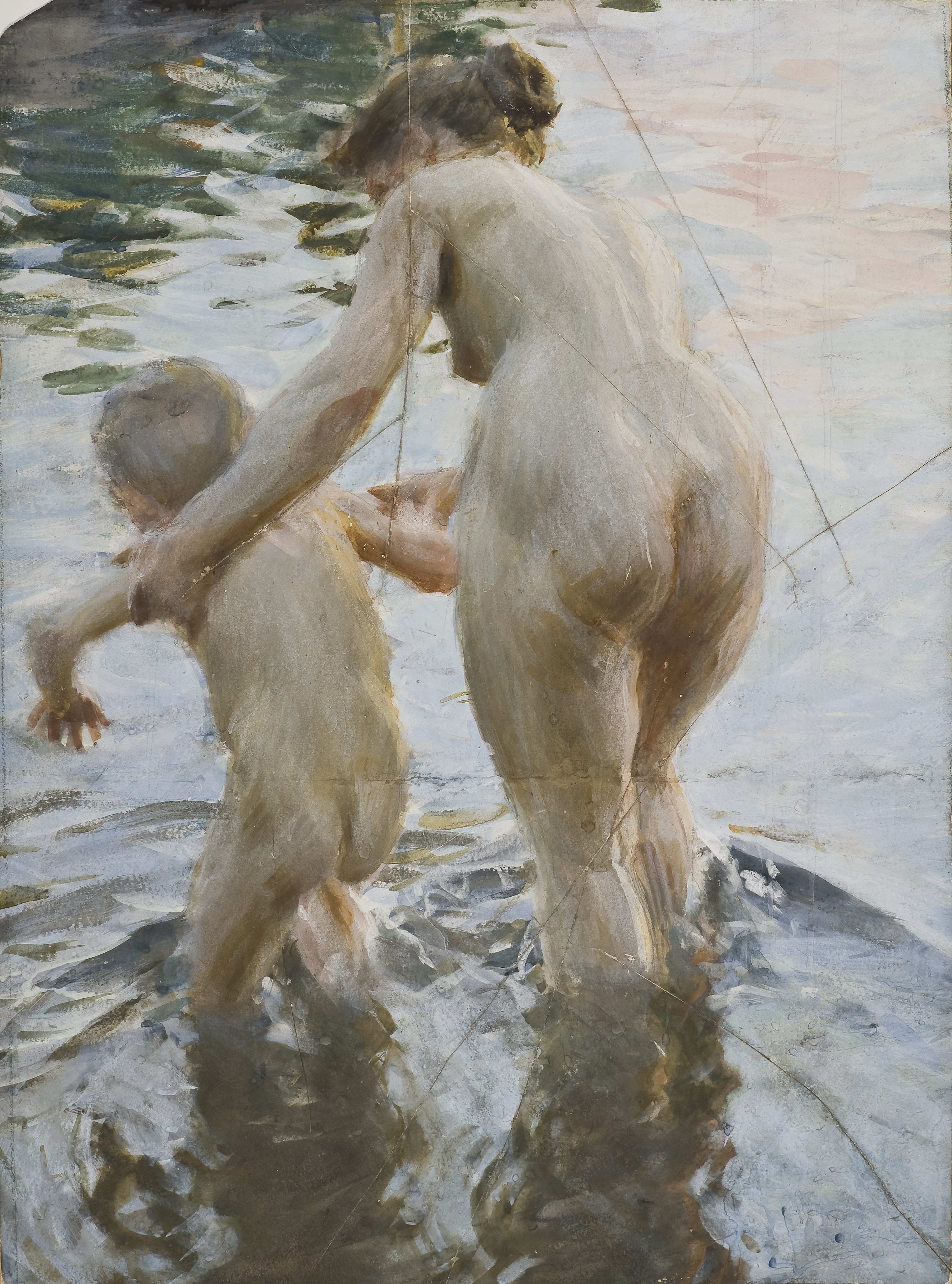
Premiéra, 1888
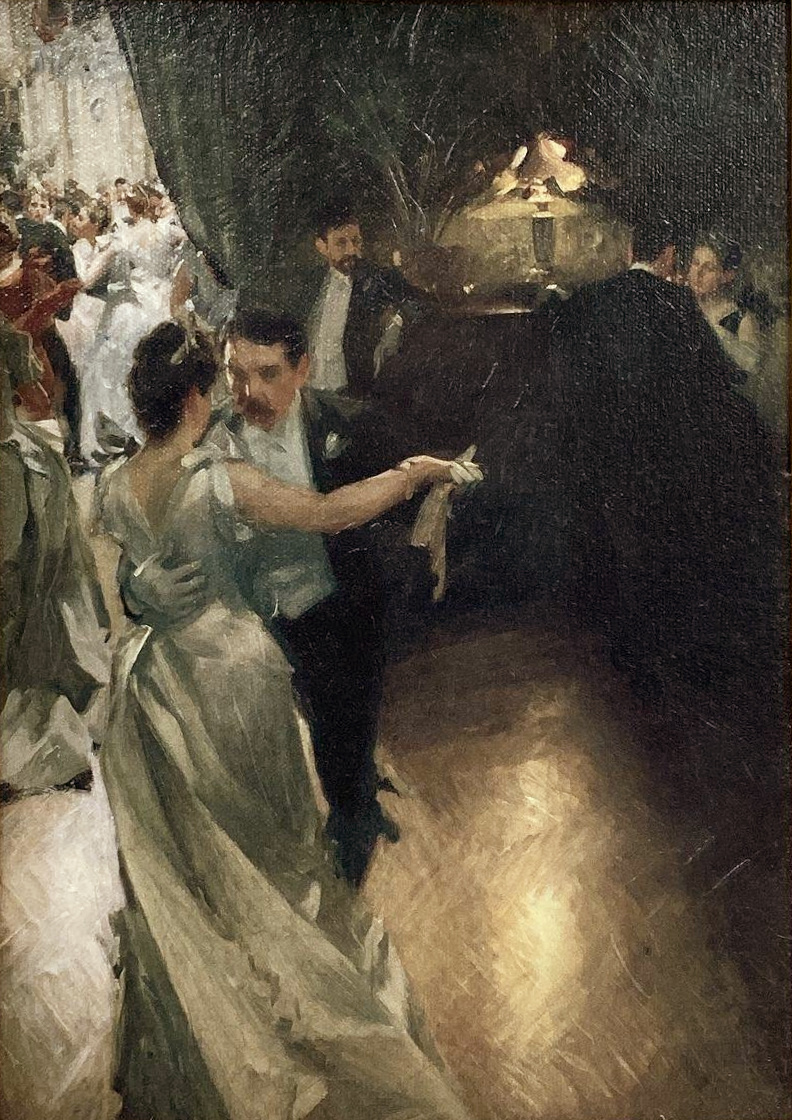
Valčík, 1891
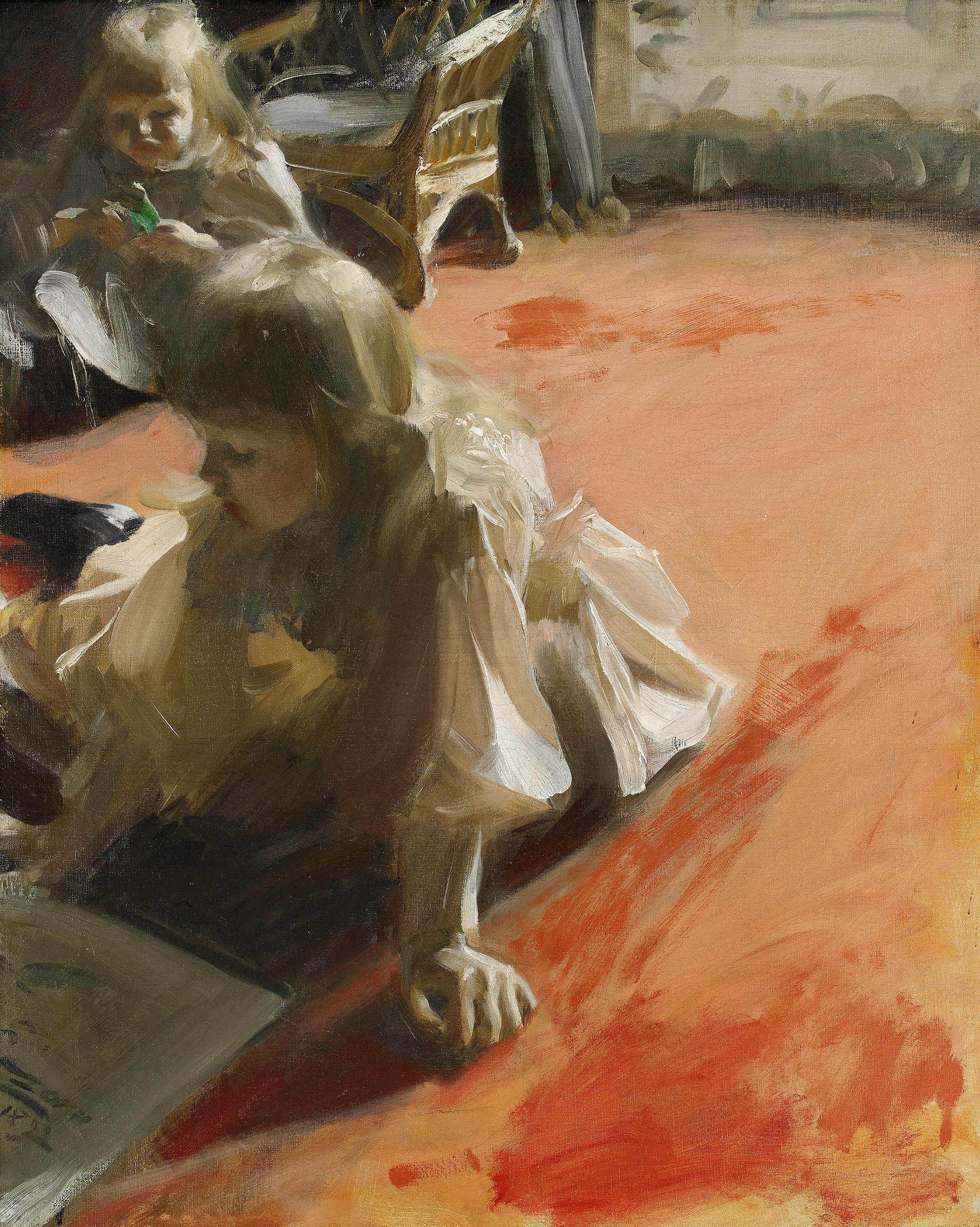
Portrét dcer Ramóna Subercaseauxe, 1892
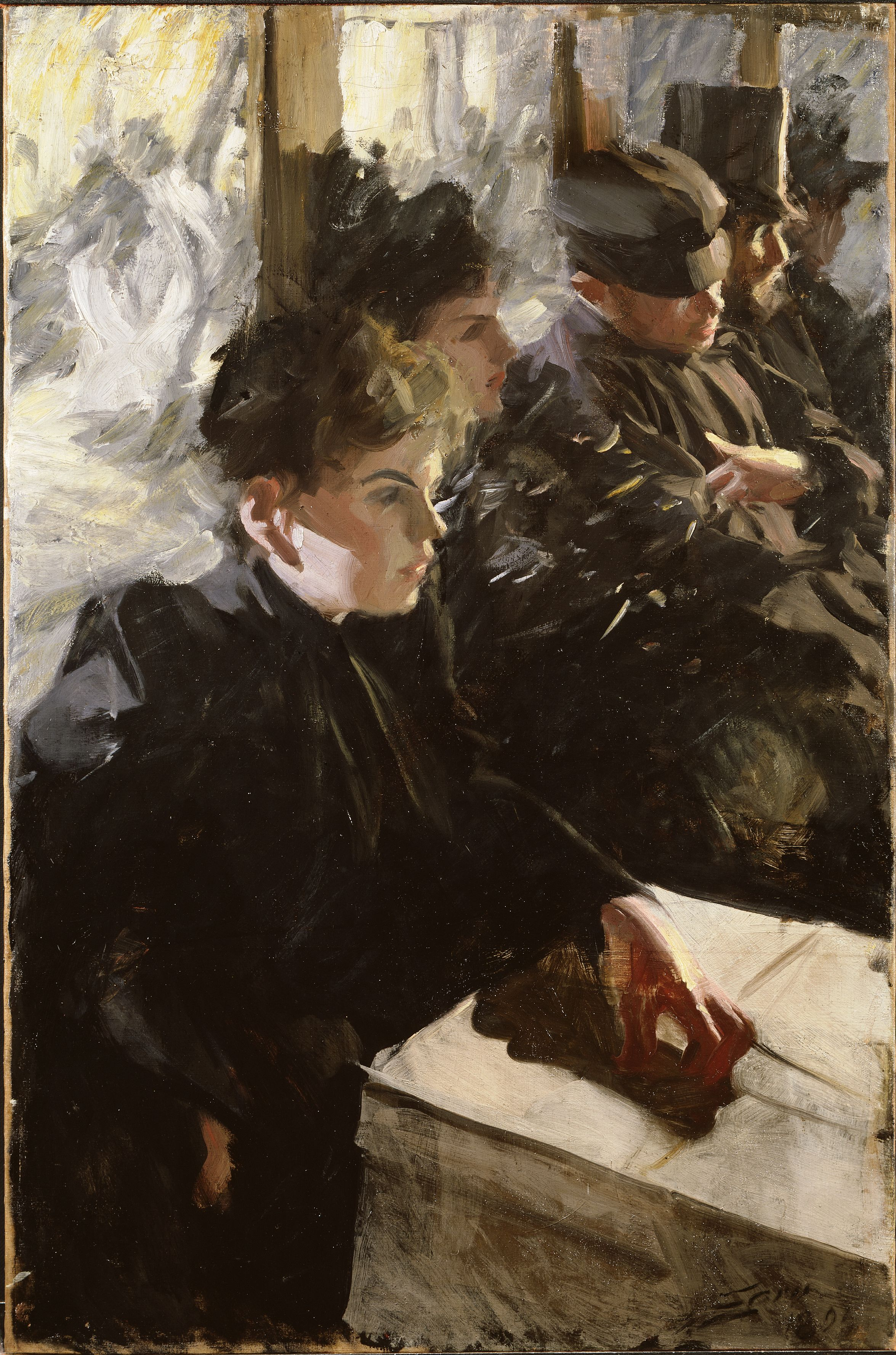
Omnibus I, 1892
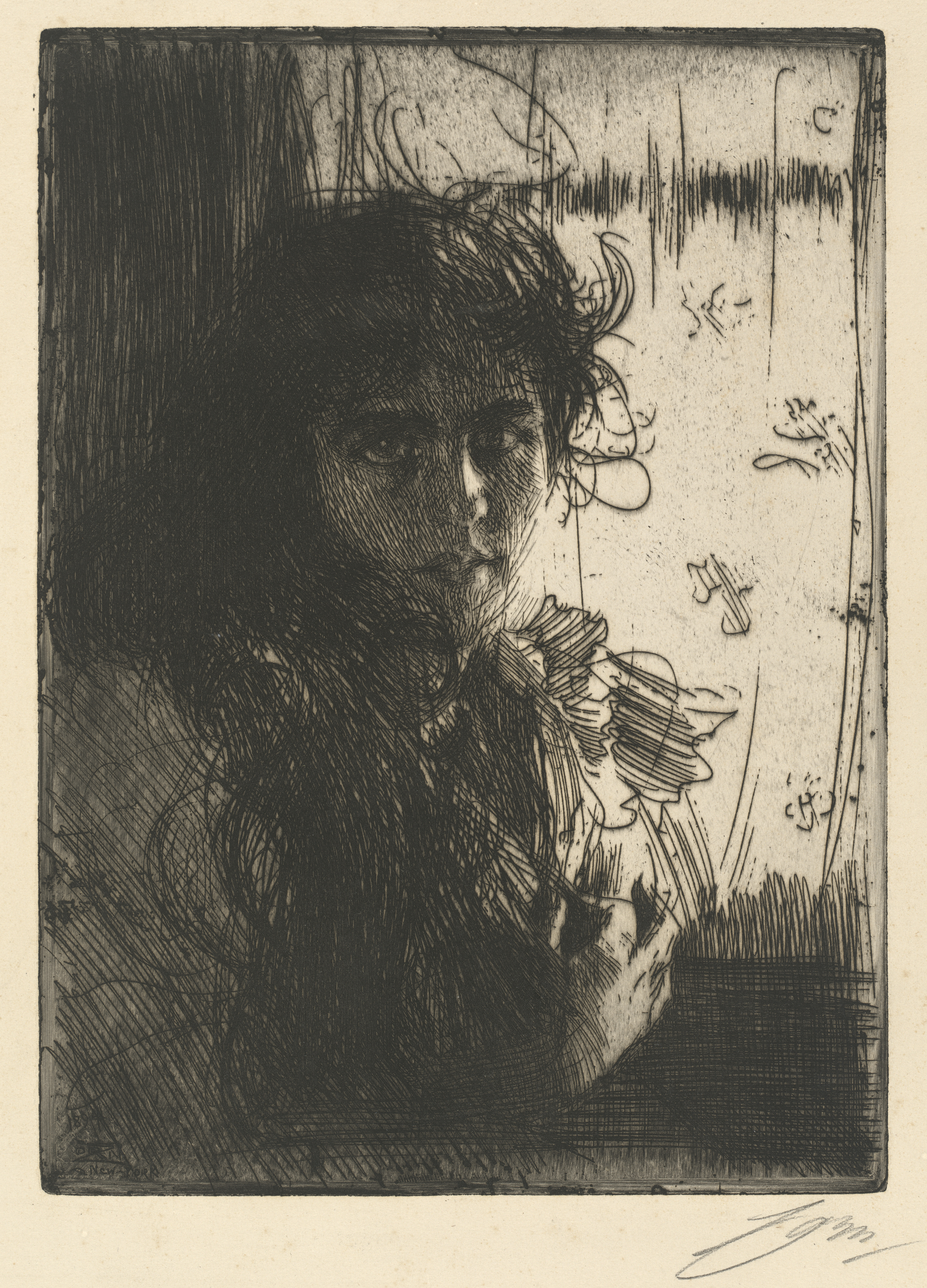
Irská dívka, 1894, Národní galerie ve Washingtonu
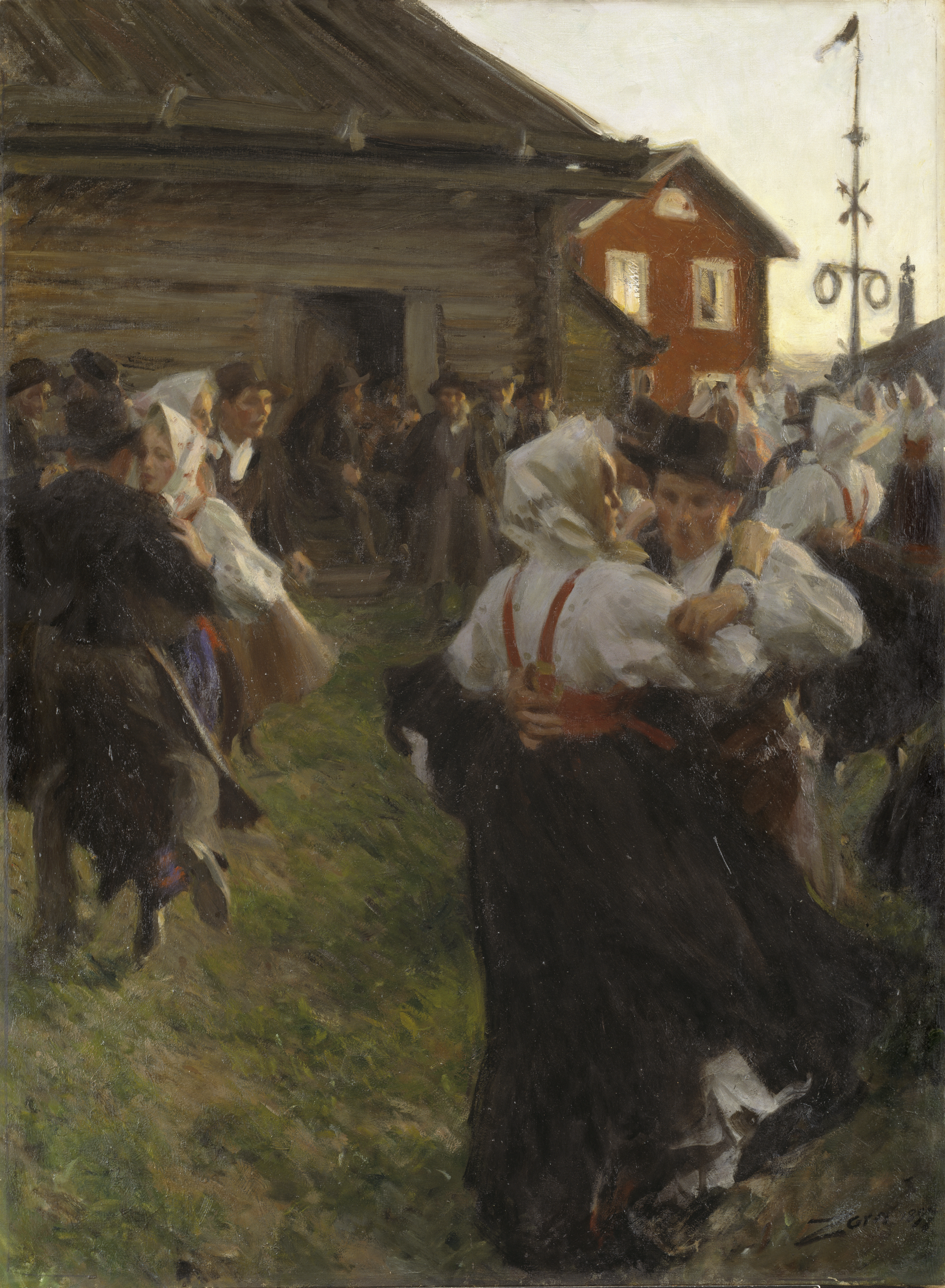
Svatojánský tanec, 1897
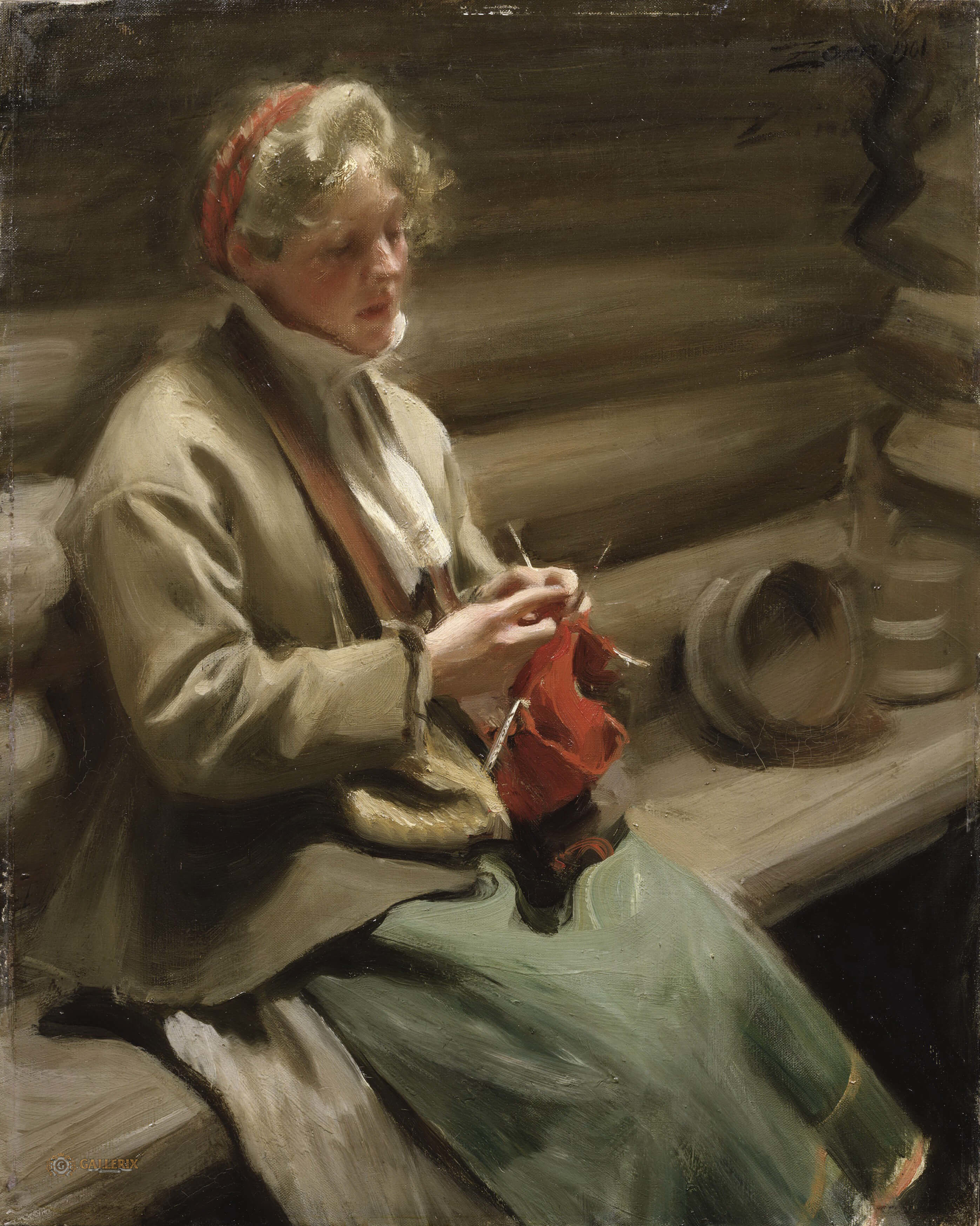
Dívka s pletením, 1901
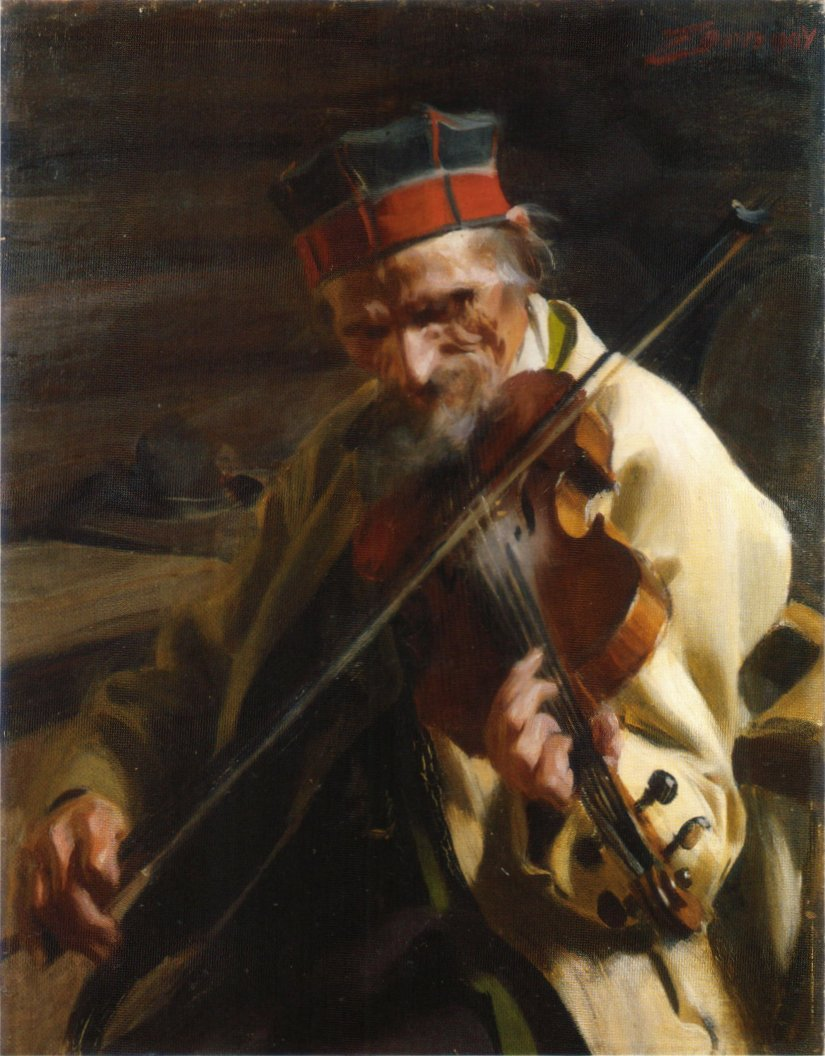
Hins Anders, 1904 (Thielska Galleriet)
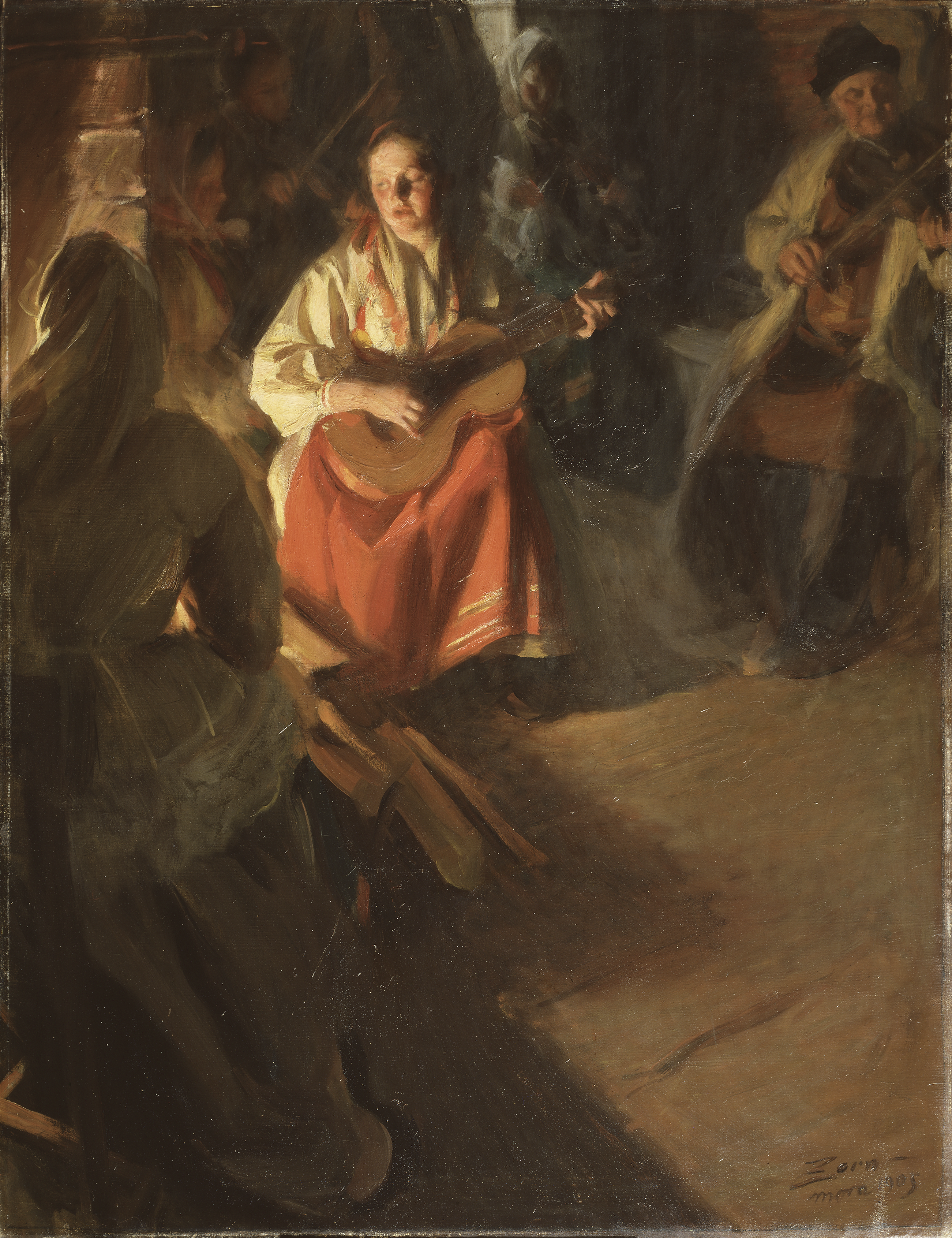
Hudební rodina, 1905
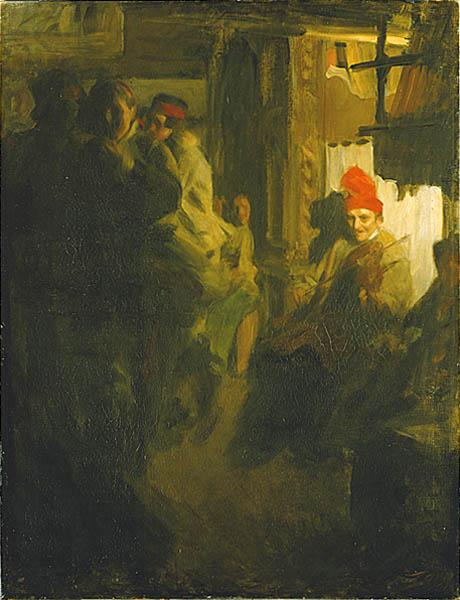
Tanec v Gopsmoru, 1906
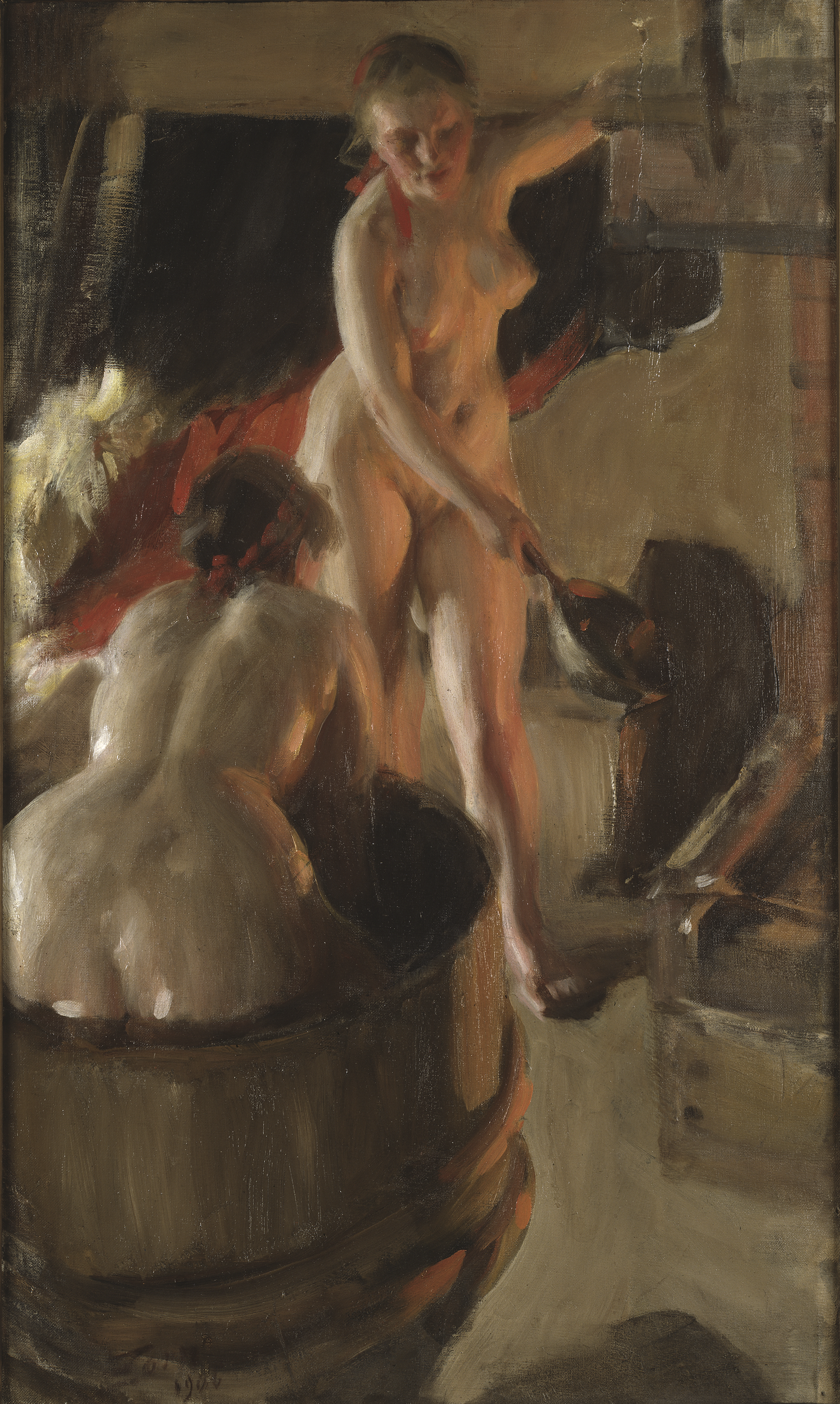
Dívky z Dalarny se koupou, 1906
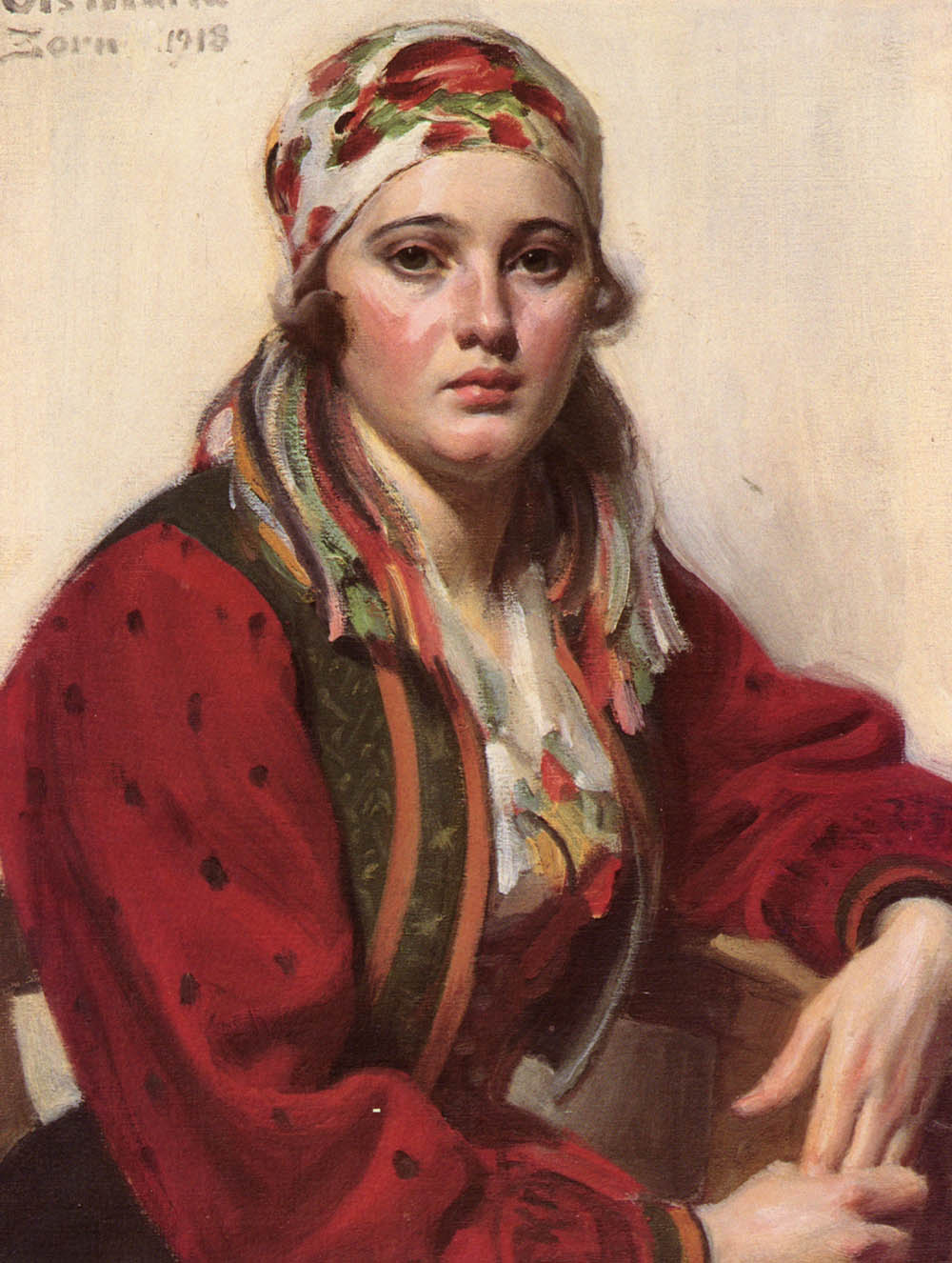
Ols Maria, 1918